# 农林水产大臣
农林水产大臣（日语：／ Nōrin suisan daijin），簡稱農水相或農相，是日本的国务大臣，為農林水產省的最高長官。
农林水产大臣管辖日本农林水产行政，是重要的阁僚之一，有些農相後來出任內閣總理大臣，但也有因傳出醜聞、捲入案件而黯然下台。

## 概要

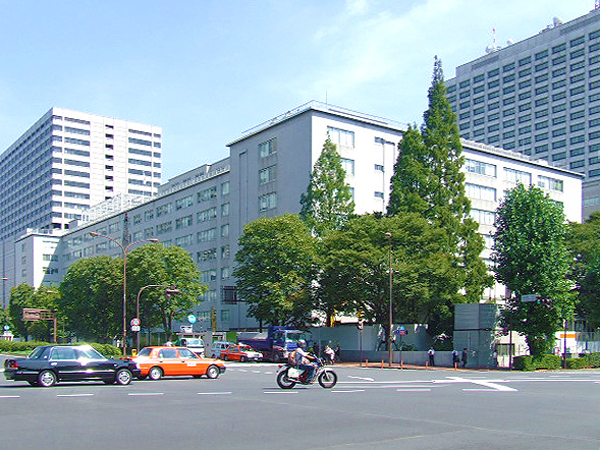
農林水產省所在的中央合同廳舍第1號館

農林水產大臣總管農林水產行政，對於戰後在農村有重要支持基礎的自民黨政權來說是重要重要的閣僚之一，有許多重量級政治家曾出任此一職務。
在第一級產業從事人口最多的戰前，農相（農林大臣）比現在更為重要，敗戰後浮現的糧食危機也讓此職位持續受到注目。近年WTO的貿易談判與「食品安全」等議題讓農林水產大臣十分活躍。特別是在貿易談判中，除了國際談判力外，還需要能夠壓制國內農業團體和農林業系議員的政治力。因此，有多任大臣是由農水省前職員或農林系重量級政治家出任。

## 其他
就任的政治家時常身陷醜聞。因此被大眾媒體稱作「鬼門」「被詛咒的職位」。
片山內閣時代，農林大臣平野力三與內閣官房長官西尾末廣對立，在GHQ支持下被首相片山哲罷免，並遭公職追放。吉田內閣的農林大臣廣川弘禪缺席吉田首相不信任案投票導致罷免通過（混蛋解散），並在之後的解散總選舉落選。末代農林大臣兼首位農林水產大臣的福田赳夫改造內閣中川一郎在卸任5年後自殺（57歲）。淀號劫機事件中自願替代人質的第2次中曾根內閣山村新治郎在卸任8年後遭到次女刺殺身亡。第2次中曾根再改造內閣與竹下改造內閣的農林水產大臣羽田孜，在之後的第一次非自民政權中擔任第二任內閣總理大臣，但上任短短兩個月後被迫下台。第3次中曾根内閣的農相加藤六月因瑞可利事件遭到處分，而在三六戰爭敗給三塚博，遭清和政策研究會除名並退出自民黨。之後雖在羽田內閣回鍋農相，但羽田內閣2個月後被迫總辭。細川內閣的農林水產大臣畑英次郎在1994年1月26日因食糧自給問題遭到參議院提出質詢，最後驚險過關。第2次橋本改造內閣的農林水產大臣越智伊平因腦梗塞病倒，就任僅16日。第1次森內閣的農林水產大臣玉澤德一郎在任內的第42回眾議院議員總選舉敗選，政界引退後的2019年12月10日遭到槍擊。
省廳再編後，2001年就任的武部勤因在狂牛症問題失言而遭到批判，翌年內閣改組下台。後任的大島理森也因爭議而在改組後下台。接替的龜井善之在離任後因病去世。2004年上任的島村宜伸在翌年反對解散眾議院（郵政解散）而提出辭呈，遭到首相小泉純一郎罷免（之後於解散選舉成功連任）。由副大臣升任的岩永峯一在離任後陷入政治獻金醜聞。2005年第二度就任的中川昭一（初代農林水產大臣中川一郎之子）順利完成任期，但4年後因爭議行為辭去財務大臣並落選，2009年10月去世。
2006年9月26日成立的安倍內閣頻繁更換農水相。最先就任的松岡利勝因光熱水費問題與綠資源機構談合問題遭到國會追究，成為戰後首位在任內自殺的閣僚。後任的赤城德彥爭議不斷，在7月參院選自民黨敗北後下台，2009年第45回眾議院議員總選舉落選。
8月27日安倍改造內閣成立，遠藤武彥就任，因置賜農業共濟組合保費詐欺問題等遭到國會追究，9月3日下台。在任期間僅8日。兩度臨時兼任的若林正俊就任農水相。卸任後的2010年4月2日，若林因涉嫌在參議院詐欺投票辭去議員。
2008年8月、太田誠一爆出事務所費問題，對於汙染米不當轉賣事件的發言也引發爭議。9月19日因汙染米不當轉賣事件辭職，之後在第45回眾議院議員總選舉落選。2009年鳩山內閣的農水相赤松廣隆在翌年的口蹄疫問題應對過於緩慢遭到強力批判，之後隨著6月菅直人內閣上任而下台。副大臣升任的山田正彥在2010年9月民主黨代表選舉中支持與首相對立的小澤一郎而下台。菅第1次改造內閣的鹿野道彥陷入中國間諜風波（李春光事件），在2012年6月野田第2次改造內閣上任時下台。之後由在鳩山、菅直人內閣擔任農水副大臣的郡司彰繼任大臣。自民黨重返執政後，首位大臣林芳正完成任期。繼任的西川公也在上任後陷入政治醜聞，之後在2014年的第47回眾議院議員總選舉敗給民主黨，但以比例復活保住議員席次，2015年下台。前任的林芳正再次回鍋。2016年8月3日成立的第3次安倍再改造內閣，農水相山本有二在TPP法案表決中屢屢失言使得法案遭到在野黨否決。翌年第48回眾議院議員總選舉在四國比例代表區以吊車尾保住席次。在第3次安倍第3次改造內閣被提拔擔任農水相的齋藤健因在自民黨總裁選支持石破茂，而在之後的內閣改組下台。第4次安倍第1次改造內閣就任的吉川貴盛任命預定出馬角逐北海道議選的次子擔任政務秘書官遭到在野黨追究。
另外，在日本國憲法下遭到罷免的五名閣僚中有三名是農相。

## 历代大臣

### 农林大臣

#### 战前
| 农林大臣（农林省） | 农林大臣（农林省） | 农林大臣（农林省） | 农林大臣（农林省）        | 农林大臣（农林省） |
| 届                 | 姓名               | 內阁               | 就任日                    | 出身黨派           |
| ------------------ | ------------------ | ------------------ | ------------------------- | ------------------ |
| 1                  | 高桥是清           | 加藤高明內阁       | 1925年4月1日 商工大臣兼任 | 立宪政友會         |
| 2                  | 冈崎邦輔           | 加藤高明內阁       | 1925年4月17日             | 立宪政友會         |
| 3                  | 早速整尔           | 加藤高明內阁       | 1925年8月2日              | 憲政黨             |
| 4                  | 早速整尔           | 第1次若槻內閣      | 1926年1月30日             | 憲政黨             |
| 5                  | 町田忠治           | 第1次若槻內閣      | 1926年6月3日              | 宪政黨             |
| 6                  | 山本悌二郎         | 田中义一內阁       | 1927年4月20日             | 立宪政友會         |
| 7                  | 町田忠治           | 濱口内閣           | 1929年7月2日              | 立宪民政黨         |
| 8                  | 町田忠治           | 第2次若槻內閣      | 1931年4月14日             | 立宪民政黨         |
| 9                  | 山本悌二郎         | 犬养內阁           | 1931年12月13日            | 立宪政友會         |
| 10                 | 後藤文夫           | 齋藤內阁           | 1932年5月26日             | 貴族院議員         |
| 11                 | 山崎達之輔         | 冈田內阁           | 1934年7月8日              | 立宪政友會→昭和會  |
| 12                 | 島田俊雄           | 廣田內阁           | 1936年3月9日              | 立宪政友會         |
| 13                 | 山崎達之輔         | 林內阁             | 1937年2月2日              | 昭和會             |
| 14                 | 有馬賴寧           | 第1次近衛內阁      | 1937年6月4日              | 貴族院議員         |
| 15                 | 櫻內幸雄           | 平沼內阁           | 1939年1月5日              | 立宪民政黨         |
| 16                 | 伍堂卓雄           | 阿部内阁           | 1939年8月30日             | 貴族院議員         |
| 17                 | 酒井忠正           | 阿部内阁           | 1939年10月16日            | 貴族院議員         |
| 18                 | 島田俊雄           | 米內內阁           | 1940年1月16日             | 立宪政友會         |
| ‐                  | 近衛文麿           | 第2次近衛內阁      | 1940年7月22日 臨時代理    | 貴族院議員         |
| 19                 | 石黑忠篤           | 第2次近衛內阁      | 1940年7月24日             | 农林官僚           |
| 20                 | 井野碩哉           | 第2次近衛內阁      | 1941年6月11日             | 农林官僚           |
| 21                 | 山崎達之輔         | 第3次近衛內阁      | 1943年4月20日             | 翼賛政治會         |

※1943年11月1日，农林省与商工省合并为农商務省，1945年8月26日又重新分拆为农林省与商工省。

#### 战後
| 农林大臣（农林省） | 农林大臣（农林省） | 农林大臣（农林省）         | 农林大臣（农林省）             | 农林大臣（农林省） |
| 届                 | 姓名               | 內阁                       | 就任日                         | 出身黨派           |
| ------------------ | ------------------ | -------------------------- | ------------------------------ | ------------------ |
| 1                  | 千石興太郎         | 東久邇內阁                 | 1945年8月26日                  | 貴族院議員         |
| 2                  | 松村謙三           | 幣原內阁                   | 1945年10月9日                  | 日本進步黨         |
| 3                  | 副島千八           | 幣原內阁                   | 1946年1月13日                  | 民間               |
| 4                  | 和田博雄           | 第1次吉田內阁              | 1946年5月22日                  | 农林省             |
| 5                  | 吉田茂             | 第1次吉田內阁              | 1947年1月31日 內阁總理大臣兼任 | 自由黨             |
| 6                  | 木村小左衛門       | 第1次吉田內阁              | 1947年2月15日                  | 日本進歩黨         |
| ‐                  | 片山哲             | 片山內阁                   | 1947年5月24日                  | 日本社會黨         |
| 7                  | 平野力三           | 片山內阁                   | 1947年6月1日                   | 日本社會黨         |
| ‐                  | 片山哲             | 片山內阁                   | 1947年11月4日 臨時代理         | 日本社會黨         |
| 8                  | 波多野鼎           | 片山內阁                   | 1947年12月13日                 | 日本社會黨         |
| 9                  | 永江一夫           | 芦田內阁                   | 1948年3月10日                  | 日本社會黨         |
| ‐                  | 吉田茂             | 第2次吉田內阁              | 1948年10月15日 臨時代理        | 自由黨             |
| 10                 | 周東英雄           | 第2次吉田內阁              | 1948年10月19日                 | 自由黨             |
| 11                 | 森幸太郎           | 第3次吉田內阁              | 1949年2月16日                  | 自由黨             |
| 12                 | 廣川弘禅           | 第3次吉田第1次改造內阁     | 1950年6月28日                  | 自由黨             |
| 13                 | 根本龍太郎         | 第3次吉田第2次改造內阁     | 1951年7月4日                   | 自由黨             |
| 14                 | 廣川弘禅           | 第3次吉田第3次改造內阁     | 1951年12月26日                 | 自由黨             |
| 15                 | 小笠原三九郎       | 第4次吉田內阁              | 1952年10月30日                 | 自由黨             |
| 16                 | 廣川弘禅           | 第4次吉田內阁              | 1952年12月5日                  | 自由黨             |
| 17                 | 田子一民           | 第4次吉田內阁              | 1953年3月3日                   | 自由黨             |
| 18                 | 內田信也           | 第5次吉田內阁              | 1953年5月21日                  | 自由黨             |
| 19                 | 保利茂             | 第5次吉田內阁              | 1953年6月22日                  | 自由黨             |
| 20                 | 河野一郎           | 第1次鳩山一郎內阁          | 1954年12月10日                 | 民主黨             |
| 21                 | 河野一郎           | 第2次鳩山一郎內阁          | 1955年3月19日                  | 民主黨→自由民主黨  |
| 22                 | 河野一郎           | 第3次鳩山一郎內阁          | 1955年11月22日                 | 自由民主黨         |
| 23                 | 井出一太郎         | 石桥內阁                   | 1956年12月23日                 | 自由民主黨         |
| 24                 | 井出一太郎         | 第1次岸內阁                | 1957年2月25日                  | 自由民主黨         |
| 25                 | 赤城宗德           | 第1次岸改造內阁            | 1957年7月10日                  | 自由民主黨         |
| 26                 | 三浦一雄           | 第2次岸內阁                | 1958年6月12日                  | 自由民主黨         |
| 27                 | 福田赳夫           | 第2次岸改造內阁            | 1959年7月19日                  | 自由民主黨         |
| 28                 | 南条德男           | 第1次池田內阁              | 1960年7月19日                  | 自由民主黨         |
| 29                 | 周東英雄           | 第2次池田內阁              | 1960年12月8日                  | 自由民主黨         |
| 30                 | 河野一郎           | 第2次池田第1次改造內阁     | 1961年7月18日                  | 自由民主黨         |
| 31                 | 重政誠之           | 第2次池田第2次改造內阁     | 1962年7月18日                  | 自由民主黨         |
| 32                 | 赤城宗德           | 第2次池田第3次改造內阁     | 1963年7月18日                  | 自由民主黨         |
| 33                 | 赤城宗德           | 第3次池田內阁              | 1963年12月9日                  | 自由民主黨         |
| 33                 | 赤城宗德           | 第3次池田改造內阁          | 1964年7月18日                  | 自由民主黨         |
| 34                 | 赤城宗德           | 第1次佐藤內阁              | 1964年11月9日                  | 自由民主黨         |
| 35                 | 坂田英一           | 第1次佐藤第1次改造內阁     | 1965年6月3日                   | 自由民主黨         |
| 36                 | 松野賴三           | 第1次佐藤第2次改造內阁     | 1966年8月1日                   | 自由民主黨         |
| 37                 | 倉石忠雄           | 第1次佐藤第3次改造內阁     | 1966年12月3日                  | 自由民主黨         |
| 38                 | 倉石忠雄           | 第2次佐藤內阁              | 1967年2月17日                  | 自由民主黨         |
| 38                 | 倉石忠雄           | 第2次佐藤第1次改造內阁     | 1967年11月25日                 | 自由民主黨         |
| 39                 | 西村直己           | 第2次佐藤第1次改造內阁     | 1968年2月23日                  | 自由民主黨         |
| 40                 | 長谷川四郎         | 第2次佐藤第2次改造內阁     | 1968年11月30日                 | 自由民主黨         |
| 41                 | 倉石忠雄           | 第3次佐藤內阁              | 1970年1月14日                  | 自由民主黨         |
| 42                 | 赤城宗德           | 第3次佐藤改造內阁          | 1971年7月5日                   | 自由民主黨         |
| 43                 | 足立篤郎           | 第1次田中角榮內阁          | 1972年7月7日                   | 自由民主黨         |
| 44                 | 桜內义雄           | 第2次田中角榮內阁          | 1972年12月22日                 | 自由民主黨         |
| 45                 | 倉石忠雄           | 第2次田中角榮第1次改造內阁 | 1973年11月25日                 | 自由民主黨         |
| 45                 | 倉石忠雄           | 第2次田中角榮第2次改造內阁 | 1974年11月11日                 | 自由民主黨         |
| 46                 | 安倍晋太郎         | 三木內阁                   | 1974年12月9日                  | 自由民主黨         |
| 47                 | 大石武一           | 三木改造內阁               | 1976年9月15日                  | 自由民主黨         |
| 48                 | 鈴木善幸           | 福田赳夫內阁               | 1976年12月24日                 | 自由民主黨         |
| 49                 | 中川一郎           | 福田赳夫改造內阁           | 1977年11月28日                 | 自由民主黨         |

### 农林水產大臣
| 农林水產大臣（農林水產省設置法（昭和24年法律第153號））       | 农林水產大臣（農林水產省設置法（昭和24年法律第153號）） | 农林水產大臣（農林水產省設置法（昭和24年法律第153號）） | 农林水產大臣（農林水產省設置法（昭和24年法律第153號）） | 农林水產大臣（農林水產省設置法（昭和24年法律第153號）） |
| 届                                                            | 姓名                                                    | 內阁                                                    | 就任日                                                  | 出身黨派                                                |
| ------------------------------------------------------------- | ------------------------------------------------------- | ------------------------------------------------------- | ------------------------------------------------------- | ------------------------------------------------------- |
| 1                                                             | 中川一郎                                                | 福田赳夫改造內阁                                        | 1978年7月5日                                            | 自由民主黨                                              |
| 2                                                             | 渡邉美智雄                                              | 第1次大平內阁                                           | 1978年12月7日                                           | 自由民主黨                                              |
| 3                                                             | 武藤嘉文                                                | 第2次大平內阁                                           | 1979年11月9日                                           | 自由民主黨                                              |
| 4                                                             | 龜冈高夫                                                | 鈴木善幸內阁                                            | 1980年7月17日                                           | 自由民主黨                                              |
| 5                                                             | 田澤吉郎                                                | 鈴木善幸改造內阁                                        | 1981年11月30日                                          | 自由民主黨                                              |
| 6                                                             | 金子岩三                                                | 第1次中曾根內阁                                         | 1982年11月27日                                          | 自由民主黨                                              |
| 7                                                             | 山村新治郎                                              | 第2次中曾根內阁                                         | 1983年12月27日                                          | 自由民主黨                                              |
| 8                                                             | 佐藤守良                                                | 第2次中曾根第1次改造內阁                                | 1984年11月1日                                           | 自由民主黨                                              |
| 9                                                             | 羽田孜                                                  | 第2次中曾根第2次改造內阁                                | 1985年12月28日                                          | 自由民主黨                                              |
| 10                                                            | 加藤六月                                                | 第3次中曾根內阁                                         | 1986年7月22日                                           | 自由民主黨                                              |
| 11                                                            | 佐藤隆                                                  | 竹下內阁                                                | 1987年11月6日                                           | 自由民主黨                                              |
| 12                                                            | 羽田孜                                                  | 竹下改造內阁                                            | 1988年12月27日                                          | 自由民主黨                                              |
| 13                                                            | 堀之內久男                                              | 宇野內阁                                                | 1989年6月3日                                            | 自由民主黨                                              |
| 14                                                            | 鹿野道彦                                                | 第1次海部內阁                                           | 1989年8月10日                                           | 自由民主黨                                              |
| 15                                                            | 山本富雄                                                | 第2次海部內阁                                           | 1990年2月28日                                           | 自由民主黨                                              |
| 16                                                            | 近藤元次                                                | 第2次海部改造內阁                                       | 1990年12月29日                                          | 自由民主黨                                              |
| 17                                                            | 田名部匡省                                              | 宮澤內阁                                                | 1991年11月5日                                           | 自由民主黨                                              |
| 17                                                            | 田名部匡省                                              | 宮澤改造內阁                                            | 1992年12月12日                                          | 自由民主黨                                              |
| 18                                                            | 宮澤喜一                                                | 宮澤改造內阁                                            | 1993年8月4日 內阁總理大臣兼任                           | 自由民主黨                                              |
| 19                                                            | 畑英次郎                                                | 細川內阁                                                | 1993年8月9日                                            | 新生黨                                                  |
| ‐                                                             | 羽田孜                                                  | 羽田內阁                                                | 1994年4月28日 臨時代理                                  | 新生黨                                                  |
| 20                                                            | 加藤六月                                                | 羽田內阁                                                | 1994年4月28日                                           | 新生黨                                                  |
| 21                                                            | 大河原太一郎                                            | 村山內阁                                                | 1994年6月30日                                           | 自由民主黨                                              |
| 22                                                            | 野呂田芳成                                              | 村山改造內阁                                            | 1995年8月8日                                            | 自由民主黨                                              |
| 23                                                            | 大原一三                                                | 第1次桥本內阁                                           | 1996年1月11日                                           | 自由民主黨                                              |
| 24                                                            | 藤本孝雄                                                | 第2次桥本內阁                                           | 1996年11月7日                                           | 自由民主黨                                              |
| 25                                                            | 越智伊平                                                | 第2次桥本改造內阁                                       | 1997年9月11日                                           | 自由民主黨                                              |
| 26                                                            | 島村宜伸                                                | 第2次桥本改造內阁                                       | 1997年9月26日                                           | 自由民主黨                                              |
| 27                                                            | 中川昭一                                                | 小渊內阁                                                | 1998年7月30日                                           | 自由民主黨                                              |
| 27                                                            | 中川昭一                                                | 小渊第1次改造內阁                                       | 1999年1月14日                                           | 自由民主黨                                              |
| 28                                                            | 玉澤德一郎                                              | 小渊第2次改造內阁                                       | 1999年10月5日                                           | 自由民主黨                                              |
| 29                                                            | 玉澤德一郎                                              | 第1次森內阁                                             | 2000年4月5日                                            | 自由民主黨                                              |
| 30                                                            | 谷洋一                                                  | 第2次森內阁                                             | 2000年7月4日                                            | 自由民主黨                                              |
| 31                                                            | 谷津义男                                                | 第2次森改造內阁                                         | 2000年12月5日                                           | 自由民主黨                                              |
| 农林水產大臣（農林水產省設置法（平成11年7月16日法律第98號）） |                                                         |                                                         |                                                         |                                                         |
| 届                                                            | 姓名                                                    | 內阁                                                    | 就任日                                                  | 出身黨派                                                |
| 31                                                            | 谷津义男                                                | 第2次森改造內阁 (中央省厅再編後)                        | 2001年1月6日                                            | 自由民主黨                                              |
| 32                                                            | 武部勤                                                  | 第1次小泉內阁                                           | 2001年4月26日                                           | 自由民主黨                                              |
| 33                                                            | 大島理森                                                | 第1次小泉第1次改造內阁                                  | 2002年9月30日                                           | 自由民主黨                                              |
| 34                                                            | 龜井善之                                                | 第1次小泉第1次改造內阁                                  | 2003年4月1日                                            | 自由民主黨                                              |
| 34                                                            | 龜井善之                                                | 第1次小泉第2次改造內阁                                  | 2003年9月22日                                           | 自由民主黨                                              |
| 35                                                            | 龜井善之                                                | 第2次小泉內阁                                           | 2003年11月19日                                          | 自由民主黨                                              |
| 36                                                            | 島村宣伸                                                | 第2次小泉改造內阁                                       | 2004年7月19日                                           | 自由民主黨                                              |
| 37                                                            | 小泉純一郎                                              | 第2次小泉改造內阁                                       | 2005年8月8日 內阁總理大臣兼任                           | 自由民主黨                                              |
| 38                                                            | 岩永峯一                                                | 第2次小泉改造內阁                                       | 2005年8月11日                                           | 自由民主黨                                              |
| 39                                                            | 岩永峯一                                                | 第3次小泉內阁                                           | 2005年9月21日                                           | 自由民主黨                                              |
| 40                                                            | 中川昭一                                                | 第3次小泉改造內阁                                       | 2005年10月31日                                          | 自由民主黨                                              |
| 41                                                            | 松冈利勝                                                | 第1次安倍內阁                                           | 2006年9月26日                                           | 自由民主黨                                              |
| -                                                             | 若林正俊                                                | 第1次安倍內阁                                           | 2007年5月28日 臨時代理                                  | 自由民主黨                                              |
| 42                                                            | 赤城德彦                                                | 第1次安倍內阁                                           | 2007年6月1日                                            | 自由民主黨                                              |
| 43                                                            | 若林正俊                                                | 第1次安倍內阁                                           | 2007年8月1日 環境大臣兼任                               | 自由民主黨                                              |
| 44                                                            | 遠藤武彦                                                | 第1次安倍改造內阁                                       | 2007年8月27日                                           | 自由民主黨                                              |
| -                                                             | 甘利明                                                  | 第1次安倍改造內阁                                       | 2007年9月3日 臨時代理                                   | 自由民主黨                                              |
| 45                                                            | 若林正俊                                                | 第1次安倍改造內阁                                       | 2007年9月4日                                            | 自由民主黨                                              |
| 46                                                            | 若林正俊                                                | 福田康夫內阁                                            | 2007年9月26日                                           | 自由民主黨                                              |
| 47                                                            | 太田誠一                                                | 福田康夫改造內閣                                        | 2008年8月2日                                            | 自由民主黨                                              |
| -                                                             | 町村信孝                                                | 福田康夫改造內閣                                        | 2008年9月19日 臨時代理                                  | 自由民主黨                                              |
| 48                                                            | 石破茂                                                  | 麻生內閣                                                | 2008年9月24日                                           | 自由民主黨                                              |
| 49                                                            | 赤松廣隆                                                | 鳩山由紀夫內閣                                          | 2009年9月16日                                           | 民主黨                                                  |
| 50                                                            | 山田正彥                                                | 菅直人內閣                                              | 2010年6月8日                                            | 民主黨                                                  |
| 51                                                            | 鹿野道彥                                                | 菅直人第1次改造內閣 菅直人第2次改造內閣                 | 2010年9月17日                                           | 民主黨                                                  |
| 52                                                            | 鹿野道彥                                                | 野田內閣 野田第1次改造內閣                              | 2011年9月2日                                            | 民主黨                                                  |
| 53                                                            | 郡司彰                                                  | 野田第2次改造內閣 野田第3次改造內閣                     | 2012年6月4日                                            | 民主黨                                                  |
| 54                                                            | 林芳正                                                  | 第2次安倍內閣                                           | 2012年12月26日                                          | 自由民主黨                                              |
| 55                                                            | 西川公也                                                | 第2次安倍改造內閣                                       | 2014年9月3日                                            | 自由民主黨                                              |
| 56                                                            | 西川公也                                                | 第3次安倍內閣                                           | 2014年12月24日                                          | 自由民主黨                                              |
| 57                                                            | 林芳正                                                  | 第3次安倍內閣                                           | 2015年2月23日                                           | 自由民主黨                                              |
| 58                                                            | 森山裕                                                  | 第3次安倍改造內閣                                       | 2015年10月7日                                           | 自由民主黨                                              |
| 59                                                            | 山本有二                                                | 第3次安倍第2次改造內閣                                  | 2016年8月3日                                            | 自由民主黨                                              |
| 60                                                            | 齋藤健                                                  | 第3次安倍第3次改造內閣                                  | 2017年8月3日                                            | 自由民主黨                                              |
| 61                                                            | 齋藤健                                                  | 第4次安倍內閣                                           | 2017年11月1日                                           | 自由民主黨                                              |
| 62                                                            | 吉川貴盛                                                | 第4次安倍改造內閣                                       | 2018年10月2日                                           | 自由民主黨                                              |
| 63                                                            | 江藤拓                                                  | 第4次安倍第2次改造内閣                                  | 2019年9月11日                                           | 自由民主黨                                              |
| 64                                                            | 野上浩太郎                                              | 菅義偉內閣                                              | 2020年9月16日                                           | 自由民主黨                                              |
| 65                                                            | 金子原二郎                                              | 第1次岸田內閣                                           | 2021年10月4日                                           | 自由民主黨                                              |
| 66                                                            | 金子原二郎                                              | 第2次岸田內閣                                           | 2021年11月10日                                          | 自由民主黨                                              |
| 67                                                            | 野村哲郎                                                | 第2次岸田第1次改造内閣                                  | 2022年8月10日                                           | 自由民主黨                                              |
| 68                                                            | 宮下一郎                                                | 第2次岸田第2次改造内閣                                  | 2023年9月13日                                           | 自由民主黨                                              |
| 69                                                            | 坂本哲志                                                | 第2次岸田第2次改造内閣                                  | 2023年12月14日                                          | 自由民主黨                                              |
| 70                                                            | 小里泰弘                                                | 第一次石破內閣                                          | 2024年10月1日                                           | 自由民主黨                                              |
| 71                                                            | 江藤拓                                                  | 第二次石破內閣                                          | 2024年11月11日                                          | 自由民主黨                                              |
| 72                                                            | 小泉進次郎                                              | 第二次石破內閣                                          | 2025年5月21日                                           | 自由民主黨                                              |

## 外部連結
- 農林水產省：農林水產大臣 （页面存档备份，存于）